# Кушинг (Оклахома)
Кушинг (англ. Cushing, Пауни: Túhkiicahihtuʾ) — город в округе Пейн, штат Оклахома, США. В 2010 году согласно переписи в городе проживало 7826 жителей, на 6,5 % менее, чем по переписи 2000 года.
Город был основан после Земельных гонок 1891 года   и назван в честь Маршала Кушинга, секретаря 35-го генерального почтмейстера США Генерала John Wanamaker.
Расцвет нефтедобычи с 1912 привёл к развитию города как центра нефтепереработки.
В XXI веке Кушинг стал одним из основных торговых хабов для сырой нефти, здесь сходится несколько нефтепроводов и имеются значительные нефтехранилища. В частности, фьючерсы на нефть эталонной марки West Texas Intermediate, торгуемые на бирже NYMEX с 1983 года, включают в себя условие поставки именно в Кушинг (по любому нефтепроводу или в любом нефтехранилище).